# ريجنالد بيركلي
ريجنالد بيركلي (بالإنجليزية: Reginald Berkeley)‏ هو كاتب سيناريو وسياسي بريطاني (وحمل سابقاً جنسية المملكة المتحدة لبريطانيا العظمى وأيرلندا)، ولد في 18 أغسطس 1890 في الولايات المتحدة، وتوفي في 30 مارس 1935. حزبياً، نشط في الحزب الليبرالي. في الانتخابات العامة في المملكة المتحدة 1922 ‏، انتخب عضو برلمان المملكة المتحدة الـ32 عن دائرة Nottingham Central (UK Parliament constituency) ‏ (15 نوفمبر 1922 – 16 نوفمبر 1923) وفي الانتخابات العامة في المملكة المتحدة 1923 ‏، انتخب عضو برلمان المملكة المتحدة الـ33 عن دائرة Nottingham Central (UK Parliament constituency) ‏ (6 ديسمبر 1923 – 9 أكتوبر 1924).

## روابط خارجية
- ريجنالد بيركلي على موقع IMDb (الإنجليزية)
- ريجنالد بيركلي على موقع ألو سيني (الفرنسية)
- ريجنالد بيركلي على موقع أول موفي (الإنجليزية)
- ريجنالد بيركلي على موقع قاعدة بيانات برودواي على الإنترنت (الإنجليزية)
- ريجنالد بيركلي على موقع قاعدة بيانات الأفلام السويدية (السويدية)
- ريجنالد بيركلي على موقع قاعدة بيانات الفيلم (الإنجليزية)
- ريجنالد بيركلي على موقع كينوبويسك (الروسية)